# Ендашевка
Ендашевка — деревня в Нижнеломовском районе Пензенской области России. Входит в состав Норовского сельсовета.

## География
Деревня находится в северо-западной части Пензенской области, в пределах Керенско-Чембарской возвышенности, в лесостепной зоне, к югу от реки Нор-Ломовки, на расстоянии примерно 5 километров (по прямой) к западу от города Нижний Ломов, административного центра района. Абсолютная высота — 158 метров над уровнем моря.

### Климат
Климат характеризуется как умеренно континентальный, с холодной продолжительной зимой и тёплым летом. Средняя температура воздуха самого тёплого месяца (июля) — 19,1 — 19,5 °C; самого холодного (января) — −13,3 — −11,3 °C. Продолжительность безморозного периода 125—144 дней. Период активной вегетации длится около 141 дня. Среднегодовое количество атмосферных осадков составляет 520 мм, из которых большая часть выпадает в тёплый период. Снежный покров устанавливается в конце ноября и держится в течение 140 дней.

### Часовой пояс
Деревня Ендашевка, как и вся Пензенская область, находится в часовой зоне МСК (московское время). Смещение применяемого времени относительно UTC составляет +3:00.

## Население
| 2010 |
| ---- |
| 46   |

### Национальный состав
Согласно результатам переписи 2002 года, в национальной структуре населения русские составляли 94 % из 62 чел.